# 伊莎贝尔·费尔南德斯 (手球运动员)
伊莎貝爾·費爾南德斯（1985年6月5日—）是一名安哥拉手球運動員，曾代表國家參加2012年倫敦奧運的女子手球比賽，並未獲得獎牌。她也隨隊參加了2011年非洲運動會，結果獲得金牌。